# Rajd Dolnośląski 2000
Rajd Dolnośląski 2000 – 14. edycja Zimowego Rajdu Dolnośląskiego. Był to rajd samochodowy rozgrywany od 17 do 18 lutego 2000 roku. Była to pierwsza runda Rajdowych Samochodowych Mistrzostw Polski w roku 2000. Rajd składał się z dwudziestu jeden odcinków specjalnych.

## Wyniki końcowe rajdu[1]
| Miejsce | Kierowca             | Pilot              | Samochód                  | Czas      | Strata   | Grupa Klasa |
| ------- | -------------------- | ------------------ | ------------------------- | --------- | -------- | ----------- |
| 1       | Leszek Kuzaj         | Andrzej Górski     | Toyota Corolla WRC        | 2:39:44.6 | -        | A8          |
| 2       | Robert Herba         | Jacek Rathe        | Seat Cordoba WRC          | 2:43:14.0 | +3:29.4  | A8          |
| 3       | Paweł Dytko          | Tomasz Dytko       | Mitsubishi Lancer Evo VI  | 2:47:58.2 | +8:13.6  | N4          |
| 4       | Tomasz Czopik        | Dariusz Burkat     | Mitsubishi Lancer Evo VI  | 2:50:11.3 | +10:26.7 | N4          |
| 5       | Wiesław Stec         | Jakub Mroczkowski  | Mitsubishi Lancer Evo III | 2:50:18.3 | +10:33.7 | N4          |
| 6       | Marcin Turski        | Emil Horniaček     | Mitsubishi Lancer Evo VI  | 2:52:14.1 | +12:29.5 | N4          |
| 7       | Tomasz Kuchar        | Maciej Szczepaniak | Volkswagen Golf III       | 2:53:44.7 | +14:00.1 | A7          |
| 8       | Bartłomiej Baniowski | Piotr Wieczorek    | Subaru Impreza WRX        | 2:55:45.5 | +16:00.9 | N4          |
| 9       | Jan Kościuszko       | Janusz Bronikowski | Mitsubishi Lancer Evo IV  | 2:56:06.3 | +16:21.7 | A8          |
| 10      | Jiří Tošovský        | Michal Sláma       | Mitsubishi Lancer Evo V   | 2:56:06.5 | +16:21.9 | N4          |
| 11      | Jarosław Pineles     | Aleksander Dragon  | Mitsubishi Lancer Evo IV  | 2:57:21.4 | +17:36.8 | N4          |

1. ↑  Nieliczony w klasyfikacji RSMP